# Urbano Monti (navire de survey)
L’Urbano Monti est un navire d'étude appartenant à Orange et à sa filiale Elettra tlc. Il porte le nom du géographe et cartographe italien Urbano Monti. Il s’agit d’un navire de survey dont la mission principale est de cartographier les fonds sous-marins avec la plus grande précision possible sur les trajets potentiels de câbles sous-marins en projet, étape essentielle en amont de la phase de pose.
L’Urbano Monti  est doté d'équipements de pointe pour l’étude des fonds sous-marins : sondeur multi-faisceaux, positionnement précis par systèmes acoustiques, carottage par piston pour analyse d’échantillons, pénétromètre statique pour détermination de la stratigraphie, etc.  
Le navire est attaché au port italien de Catane en Sicile.
L’Urbano Monti a été lancé fin février 2020 (mise à l'eau) à Catane. Il a commencé ses opérations le 15 avril 2020.